# Eclipta prostrata
Espèce
Statut de conservation UICN

LC : Préoccupation mineure
Eclipta prostrata, l’Éclipte blanche, est une espèce de plantes à fleurs de la famille des Asteraceae et du genre Eclipta, originaire des Amériques mais naturalisée dans le monde entier. C'est une herbacée à larges feuilles plates et à petites fleurs blanches. Elle a beaucoup d'usages médicinaux en Asie notamment.

## Description

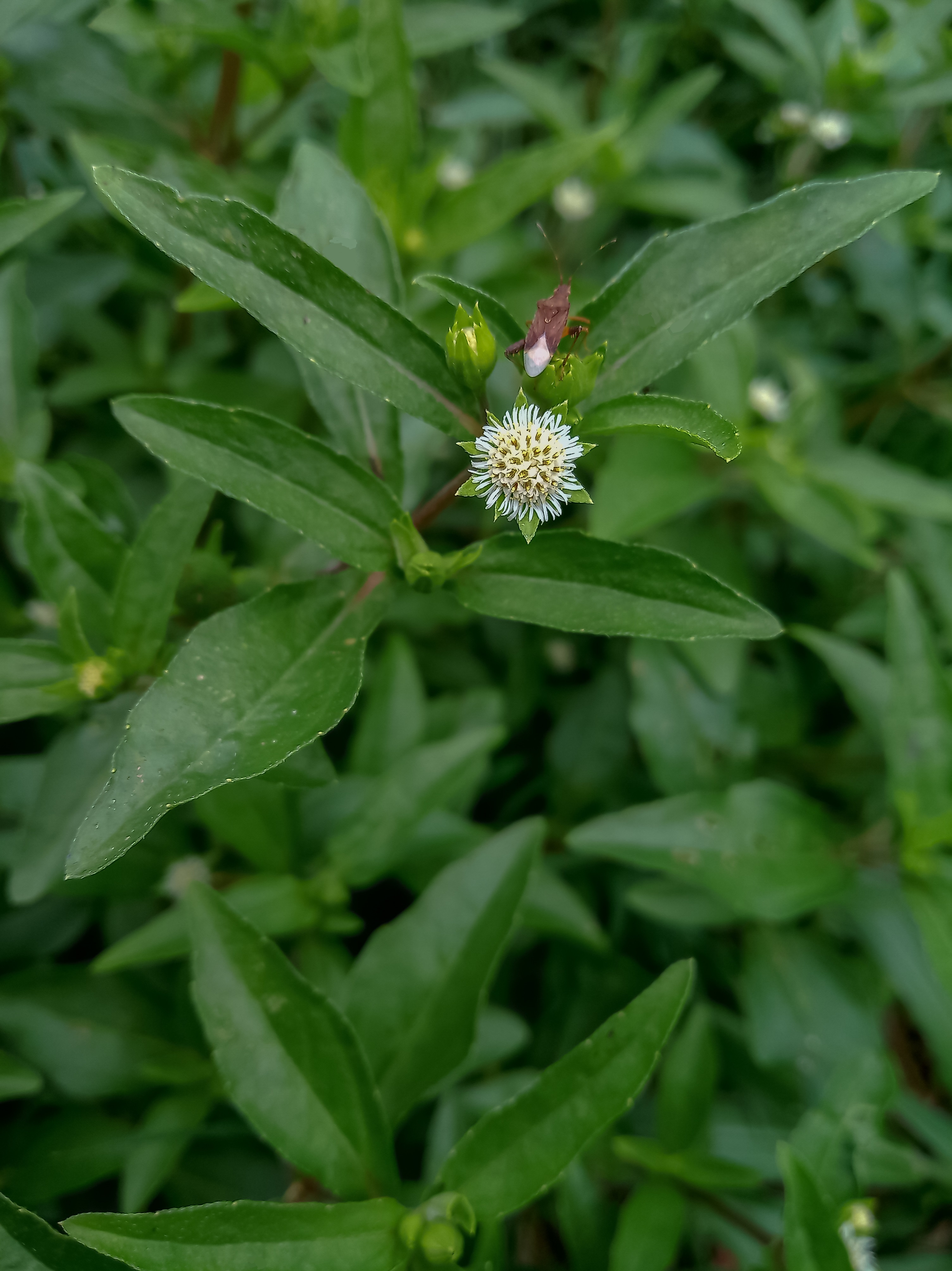
Feuilles et fleur.

### Appareil végétatif
C'est une plante herbacée annuelle. Les tiges sont érigées, ascendantes ou prostrées, mesurant jusqu'à 60 cm, rarement un mètre de haut, pubescentes, ramifiées à la base. Les feuilles sont lancéolées, longues de 3 à 10 cm et larges de 0,5 à 2,5 cm, papuleuses, densément pubescentes sur les deux faces, la base rétrécie, sessiles ou brièvement pétiolées, le bord serrulé, l'extrémité progressivement acuminée.

### Appareil reproducteur

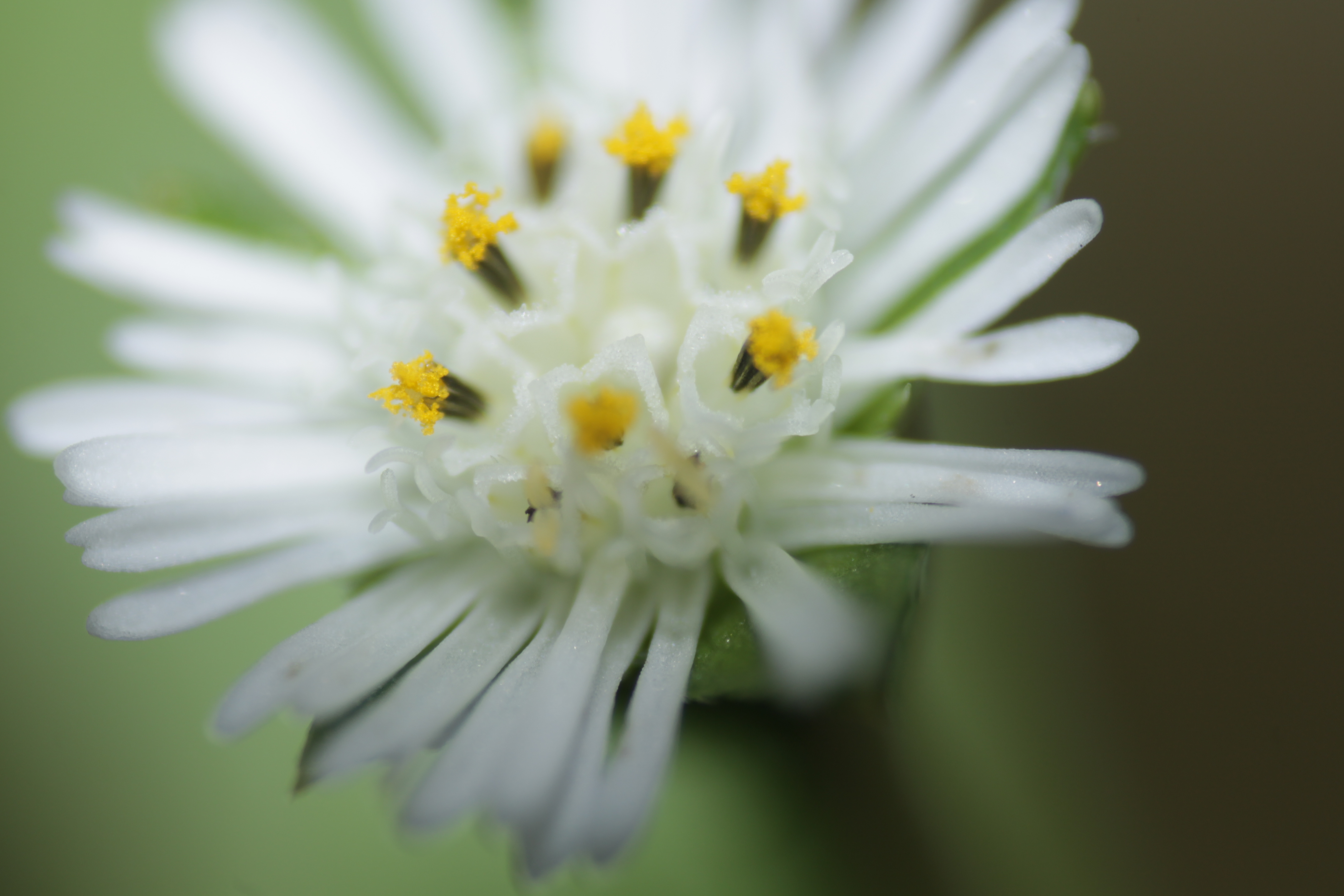
Fleur, macrophotographie.

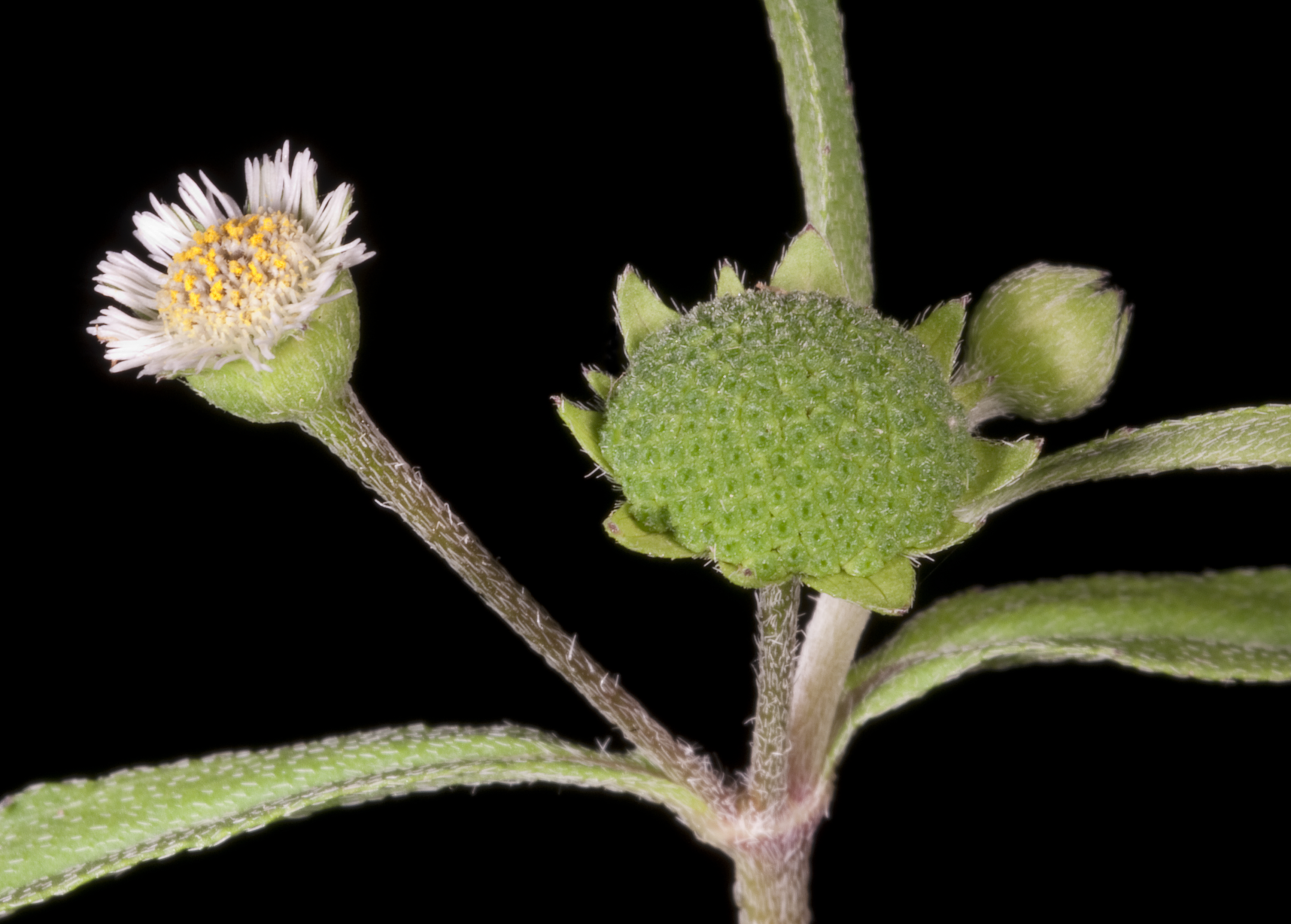
Détail des fleurs en formation.

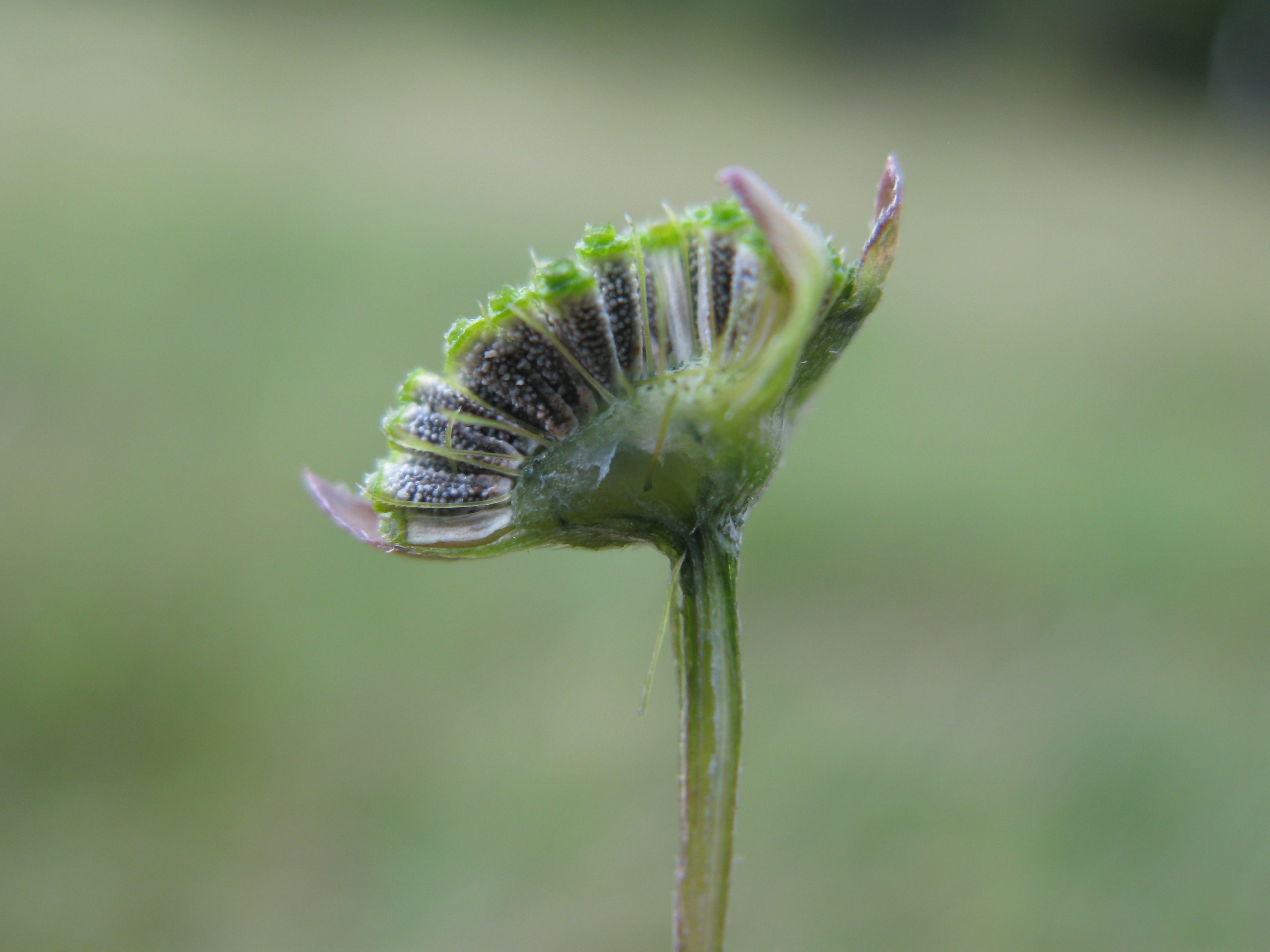
Les fruits sont des akènes anguleux et fortement verruqueux (secs et indéhiscents). Le pappus est absent ou consiste en un minuscule anneau de dents.

L'inflorescence est un capitule large d'environ 6 mm ; le pédoncule est fin, long de 2 à 4,5 cm ; l'involucre est globuleux-campanulé, long d'environ 5 mm et large de 6 à 7 mm, s'élargissant jusqu'à 11 mm de large dans le fruit ; les phyllaires sont par cinq ou six, en deux séries, oblongs, aigus, les extérieurs plus longs. Les fleurons sont ligulés en deux séries ; la lamelle est longue de 2,5 à 3 mm et large d'environ 0,4 mm, bifide ou entière. De nombreux fleurons sont discoïdes ; la corolle mesure environ 1,5 mm, divisées en quatre lobes. Les fruits sont des akènes d'environ 2,8 mm de long et 1,5 mm de large, à bords côtelés. La floraison a lieu entre juin et septembre en Chine, toute l'année, surtout en été-automne, en Amérique du Nord.

## Répartition
Cette espèce, originaire d'Amérique (du sud du Canada jusqu'au Chili), a été introduite dans les climats tempérés à chauds du monde entier.

## Habitat et écologie
Elle pousse sur le bord des rivières, dans les champs, les étangs abandonnés, les bords de routes, les lieux humides, souvent rudéraux ; en dessous de 1 600 m. Elle est également perçue comme une mauvaise herbe dans les terres agricoles irriguées telles que les rizières.

## Taxonomie
L'espèce a été initialement classée dans le genre Verbesina sous le basionyme Verbesina prostrata par le naturaliste suédois Carl von Linné en 1753. Ce dernier la déplace dans le genre Eclipta en 1771, sous le nom correct Eclipta prostrata,.
En plus de son nom normalisé « Éclipte blanche », l'espèce porte également en français les noms vernaculaires « Eclipta Couché »,, « Éclipte droite », « Herbe à l'eau », « Éclipte prostrée » ou encore « Herbe à l'encre ».
Eclipta prostrata a pour synonymes :
- Abasoloa taboada La Llave
- Acmella lanceolata Link ex Spreng.
- Aganippea dentata DC.
- Amellus carolinianus Walter
- Anthemis abyssinica J.Gay ex A.Rich.
- Anthemis cotula Blanco
- Anthemis cotula var. hierosolymitana Eig
- Anthemis cotula subsp. lithuanica (DC.) Tzvelev
- Anthemis cotula-foetida Crantz
- Anthemis cotuloides Raf. ex DC.
- Anthemis galilaea var. hierosolymitana (Eig) Yavin
- Anthemis sulphurea Nyman
- Anthemis variabilis Sessé & Moc.
- Anthemis viridis Blanco
- Artemisia viridis Blanco
- Bellis racemosa Steud.
- Bellis ramosa Jacq.
- Buphthalmum diffusum Vahl ex DC.
- Ceratocephalus wedeliodes (Hook. & Arn.) Kuntze
- Chamaemelum foetidum Baumg.
- Clipteria dichotoma Raf.
- Cotula alba (L.) L.
- Cotula debilis Balb. ex Spreng.
- Cotula oederi Murray
- Cotula prostrata (L.) L.
- Eclipta adpressa Moench
- Eclipta alba (L.) Hassk.
- Eclipta alba f. erecta Hassk.
- Eclipta alba var. erecta Miq.
- Eclipta alba var. longifolia (Schrad.) Bettfr.
- Eclipta alba f. longifolia (Schrad.) Hassk.
- Eclipta alba var. parviflora (Wall. ex DC.) Miq.
- Eclipta alba var. prostrata (L.) Miq.
- Eclipta alba f. prostrata (L.) Hassk.
- Eclipta alba var. zippeliana (Blume) Miq.
- Eclipta alba f. zippeliana (Blume) Hassk.
- Eclipta angustata Umemoto & H.Koyama
- Eclipta angustifolia C.Presl
- Eclipta arabica Steud.
- Eclipta brachypoda Michx.
- Eclipta ciliata Raf.
- Eclipta dentata B.Heyne ex Wall.
- Eclipta dichotoma Raf.
- Eclipta dubia Raf.
- Eclipta erecta L.
- Eclipta erecta var. brachypoda Torr. & A.Gray
- Eclipta erecta var. diffusa DC.
- Eclipta erecta var. latifolia Willd. ex Walp.
- Eclipta erecta var. prostrata (L.) Baker
- Eclipta flexuosa Raf.
- Eclipta heterophylla Bartl.
- Eclipta hirsuta Bartl.
- Eclipta linearis Otto ex Sweet
- Eclipta longifolia Schrad.
- Eclipta marginata Boiss.
- Eclipta marginata Steud.
- Eclipta nutans Raf.
- Eclipta oederi (Murray) Weigel
- Eclipta palustris
- Eclipta parviflora Wall. ex DC.
- Eclipta patula Schrad.
- Eclipta patula (DC.) Endl.
- Eclipta philippinensis Gand.
- Eclipta procumbens Michx.
- Eclipta procumbens var. brachypoda (Torr. & A.Gray) A.Gray
- Eclipta procumbens var. patula DC.
- Eclipta prostrata f. aureoreticulata Y.T.Chang
- Eclipta prostrata var. dixitii An.Kumar & K.K.Khanna
- Eclipta prostrata var. zippeliana (Blume) J.Kost.
- Eclipta pumila Raf.
- Eclipta punctata L.
- Eclipta pusilla M.E.Jones
- Eclipta simplex Raf.
- Eclipta spicata Spreng.
- Eclipta strumosa Salisb.
- Eclipta sulcata Raf.
- Eclipta thermalis Bunge
- Eclipta tinctoria Raf.
- Eclipta zippeliana Blume
- Ecliptica alba (L.) Kuntze
- Ecliptica alba var. erecta Kuntze
- Ecliptica alba var. parviflora (Wall. ex DC.) Kuntze
- Ecliptica alba var. prostrata (L.) Kuntze
- Ecliptica alba var. zippeliana (Blume) Kuntze
- Eleutheranthera prostrata (L.) Sch.Bip.
- Eupatoriophalacron album (L.) Hitchc.
- Galinsoga oblongifolia (Hook.) DC.
- Grangea lanceolata Poir.
- Maruta cotula var. lithuanica DC.
- Micrelium asteroides Forssk.
- Micrelium tolak Forssk.
- Paleista brachypoda Raf.
- Paleista procumbens Raf.
- Polygyne inconspicua Phil.
- Ridan alba Kuntze
- Sabazia anomala Greenm.
- Sabazia leiachaenia S.F.Blake
- Spilanthes pseudoacmella (L.) Murray
- Spilanthes wedelioides Hook. & Arn.
- Verbesina alba L.
- Verbesina conyzoides Trew
- Verbesina debilis Spreng.
- Verbesina prostrata L.
- Verbesina pseudoacmella L.
- Verbesina pusilla Poir.
- Verbesina spicata Lour.
- Wedelia psammophila Poepp.
- Wiborgia oblongifolia Hook.

## Usages
Cette plante est largement utilisée dans la phytothérapie chinoise sous le nom Li Chang (鳢肠) ou Mo Han Lian (墨旱蓮). Elle est considérée comme le meilleur remède pour les cheveux et est également utilisée comme rajeunisseur et tonique du foie. La plante entière contient les alcaloïdes nicotine et ecliptine ainsi que de la coumarine. Elle est astringente, désobstruante, dépurative, émétique, fébrifuge, ophtalmique, purgative, styptique et tonique. Elle est utilisée comme antidote pour les morsures de serpent en Corée. La plante est récoltée au moment de la floraison et est séchée pour une utilisation ultérieure. Les racines sont émétiques et purgatives. Elles sont appliquées en externe comme antiseptique sur les ulcères et les plaies, notamment chez les bovins. On obtient de la plante une teinture noire qui est utilisée pour les cheveux et pour le tatouage. En médecine ayurvédique, l'extrait de feuille est considéré comme un puissant tonique du foie, un rajeunisseur, et est particulièrement bon pour les cheveux. Il a également des utilisations externes traditionnelles, comme l'eczéma et la dermatite, sur le cuir chevelu pour traiter la perte de cheveux ; les feuilles ont été utilisées dans le traitement des piqûres de scorpion, également comme antivenin contre les morsures de serpent. En Inde, plus de 2 000 tonnes par an sont consommées par toutes les industries d'herboristerie.